# ST Bern
Der Stadtturnverein Bern (abgekürzt STB) ist ein Turnverein der Stadt Bern.
Der ST Bern wurde 1873 gegründet und gehört mit 2000 Mitgliedern zu den grössten Turnvereinen der Schweiz. Bekannt ist der STB vor allem für die Leichtathletik-Sektion STB Leichtathletik.

## Bekannte Mitglieder

### Aktive Athleten
- Mujinga Kambundji (Sprinterin), Europameisterin im 200-Meter-Lauf 2022

### Ehemalige Athleten
- Christian Belz, (Langstreckenläufer), Schweizer Rekordhalter 3000-Meter-Steeple und 10.000-Meter-Lauf
- Nicole Büchler, (Stabhochspringerin), Schweizer Rekordhalterin
- Mireille Donders, (Sprint), Schweizer Rekordhalterin 100-Meter-Lauf
- Cédric El-Idrissi, (400-Meter-Hürdenläufer), Platz zwei ewige Schweizer Bestenliste
- Sandra Gasser, (Mittelstreckenläuferin), Hallen-Leichtathletik-Europameisterin 1987 im 1500-Meter-Lauf
- Werner Günthör, (Kugelstösser), dreifacher Weltmeister
- Albrecht Moser, (Langstrecken- und Waffenläufer)
- Franziska Rochat-Moser, (Marathonläuferin), Siegerin New-York-City-Marathon 1997
- Markus Ryffel, (Langstreckenläufer), Gewinner Silbermedaille Olympische Sommerspiele 1984 im 5000-Meter-Lauf
- Daniel Vögeli, (Mittel-/Langstreckenläufer), Schweizer Meister 5000-Meter-Lauf 2006

## Vereinsarchiv
Das Vereinsarchiv befindet sich im Stadtarchiv Bern.